# Zamek Ōsaka
Zamek Ōsaka (jap. 大阪城 Ōsaka-jō) – japoński zamek w mieście Osaka. Nazywany złotym (jap. 金城 kinjō) lub brokatowym zamkiem (jap. 錦城 kinjō). Jeden z najbardziej znanych zamków w Japonii. Odegrał znaczną rolę podczas jednoczenia kraju w XVI w., w okresie Azuchi-Momoyama. Został zbudowany na dwóch nasypach z ziemi i ciosanych kamieni oraz otoczony fosą. Główny budynek ma osiem pięter, z czego tylko pięć jest widocznych z zewnątrz, dodatkowo posiada wysoki fundament z kamienia, który miał bronić mieszkańców przed atakami uzbrojonych w miecze najeźdźców.
Na terenie zamku znajduje się 13 obiektów o łącznej powierzchni około 60 000 m² uznanych przez władze Japonii za niezwykle cenne kulturowo.
Zamek jest otwarty dla turystów. Można się do niego dostać ze stacji Osaka-jō-kōen linią Osaka Loop Line JR West lub ze stacji Morimachi na linii metra Chuo. Okolica jest popularnym miejscem zwiedzania w szczególności w okresie, kiedy kwitną śliwy, a następnie wiśnie. Na terenach parku otaczającego zamek ulokowana jest również wielofunkcyjna arena Osaka-Jo Hall.

## Historia[3]

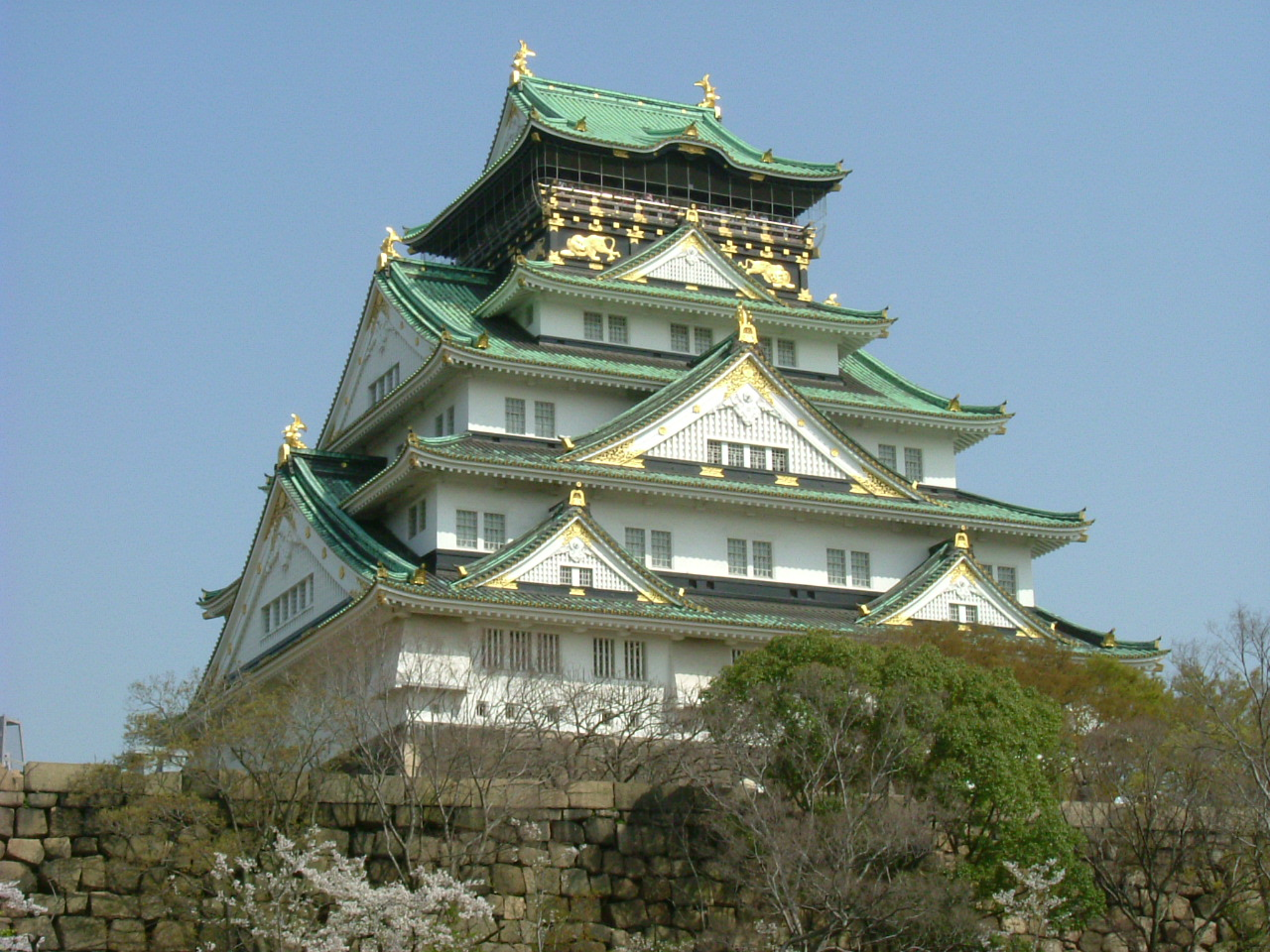
Tenshu (donżon)

W roku 1583 Hideyoshi Toyotomi rozpoczął budowę zamku na miejscu ruin dawnej świątyni-twierdzy Ishiyama Hongan-ji, w której bronili się buddyjscy mnisi-wojownicy i chłopi zbuntowani przeciwko siogunowi (ruch Ikkō-ikki). Toyotomi chciał, aby nowa twierdza przypominała zamek Azuchi, siedzibę Nobunagi Ody. Miała być jednak od niego o wiele wspanialsza. Projekt przewidywał pięciopiętrową wieżę główną donżonu (tenshu) z trzema dodatkowymi piętrami pod ziemią. Ściany boczne wieży miały być pozłacane, aby dodatkowo wywoływać zachwyt gości.
W 1585 roku ukończono budowę donżonu. Hideyoshi rozbudowywał i ulepszał zamek, czyniąc go coraz trudniejszym do zdobycia. Budowę zakończono w roku 1598. Gdy zmarł, zamek odziedziczył jego syn Hideyori Toyotomi.
Tokugawa zaatakował Hideyoriego zimą 1614 roku, zaczynając tym samym oblężenie Osaki. Mimo dwukrotnej przewagi liczebnej, dwustutysięcznej armii Tokugawy nie udało się zdobyć nawet zewnętrznych murów fortecy, posunął się więc do podstępu i zaproponował Hideyoriemu pokój, a po dłuższych rokowaniach zażądał od niego dowodu ugodowości w postaci zasypania fosy zamkowej. Toyotomi przystał na ten warunek i zlikwidował fosę, czyniąc zamek prawie bezbronnym.
Latem następnego roku Hideyori nakazał ponowne wykopanie fos. Oburzony Tokugawa wysłał ponownie wojska do zamku Osaka. Armia Tokugawy rozgromiła ludzi Toyotomiego wewnątrz zewnętrznych murów 4 czerwca. Osaka-jō został przejęty przez Tokugawę, a klan Toyotomi ostatecznie upadł.

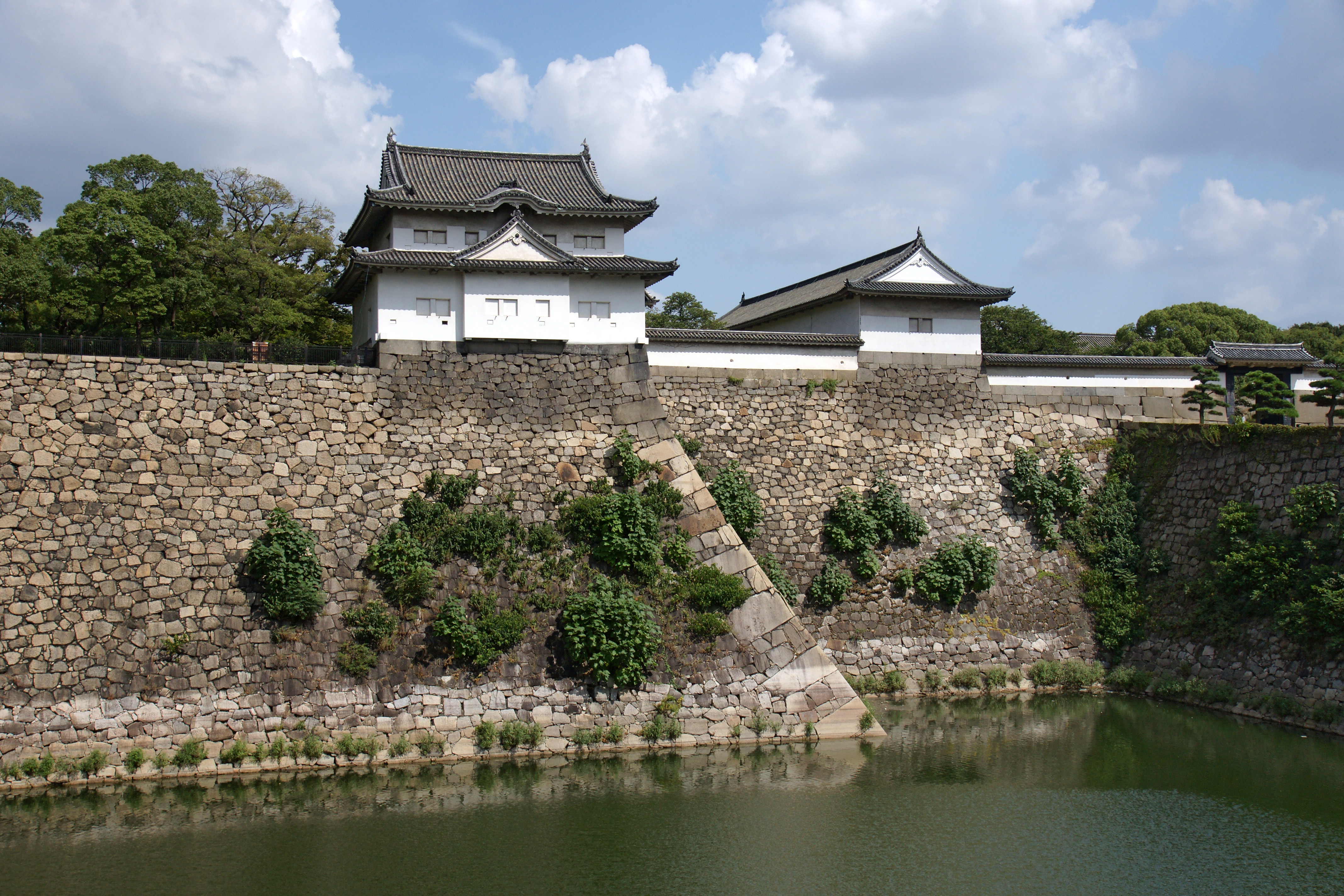
Mury zamku

Siogun Hidetada Tokugawa rozpoczął odbudowę i ponowną fortyfikację zamku w roku 1620. Wybudował nową, podwyższoną wieżę główną z pięcioma piętrami na zewnątrz i ośmioma wewnątrz, a budowę murów zlecił konkretnym klanom samurajskim. Mury wybudowane w latach dwudziestych XVII wieku istnieją do dziś. Mury zbudowane są z bloków granitowych, bez użycia zaprawy. Część materiału budowlanego dostarczono z kamieniołomów z wybrzeży japońskiego Morza Wewnętrznego, na wielu blokach znajdują się herby klanów, które dołożyły kamienie do muru. Główna wieża spłonęła od uderzenia piorunu w 1645 roku.
W 1843 roku, po latach zaniedbania, rozpoczęto na zamku prace naprawcze, na które siogunat zbierał pieniądze od ludzi z całego regionu, jednak w 1868 roku znaczna część zamku spłonęła podczas wojny domowej, trwającej w czasie tzw. restauracji Meiji. Rządy Meiji przeznaczyły zamek na koszary dla nowej, stylizowanej na zachodnich, armii.
W 1928 roku burmistrzowi Osaki udało się odbudować wieżę główną po udanej kampanii zbierania funduszy, jednak w roku 1945 naloty bombowe uszkodziły odbudowaną wieżę.

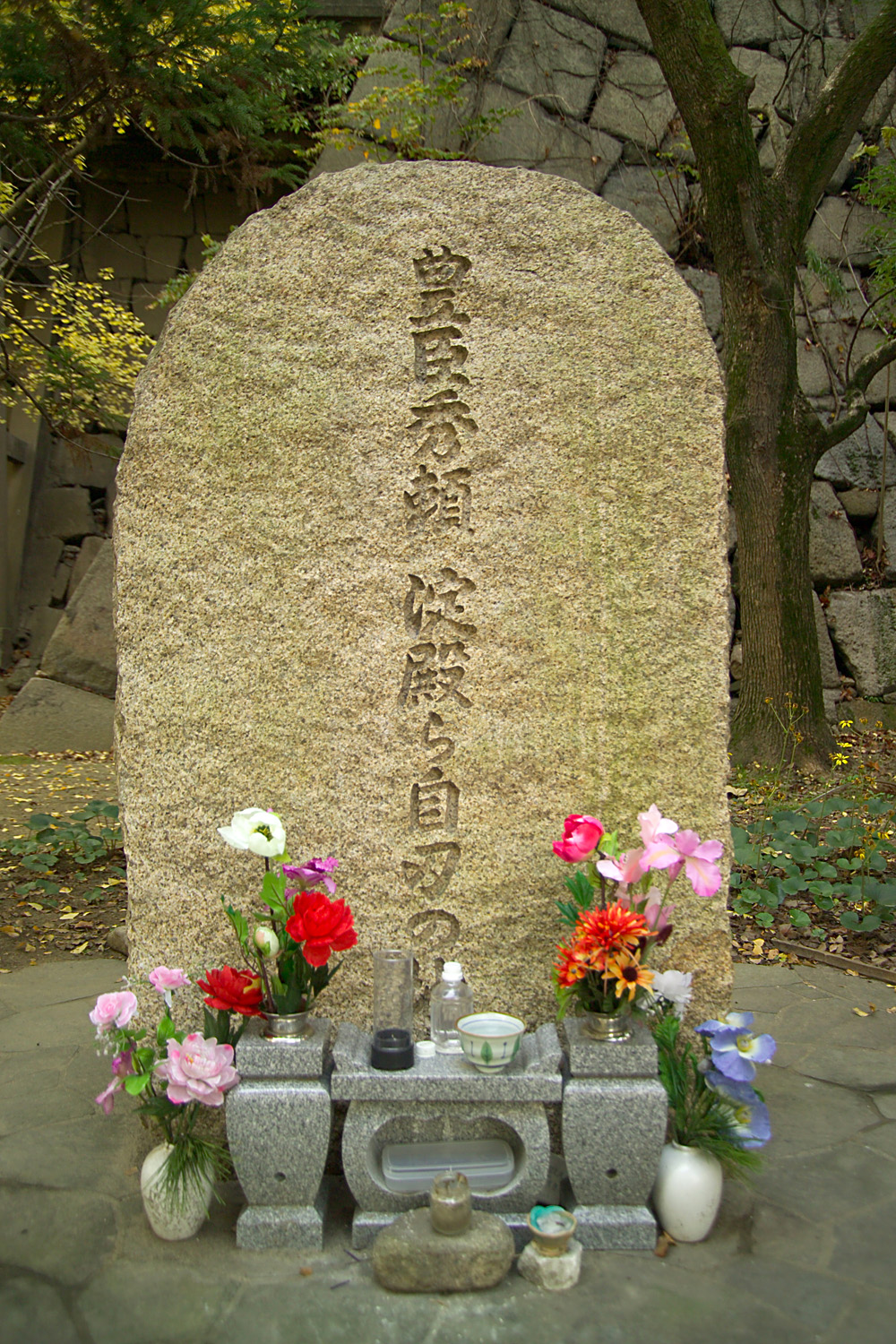
Pomnik upamiętniający miejsce, w którym Hideyori Toyotomi i jego matka, Yodo-dono, popełnili samobójstwo po upadku zamku

W 1995 roku magistrat Osaki zapowiedział, że zamek zostanie odbudowany i doprowadzony do stanu świetności, w jakim był jeszcze w okresie Edo. Odbudowę zakończono w roku 1997. Zamek jest kopią oryginału wykonaną z betonu (włącznie z windami), jednak wnętrze nie przypomina nawet w najmniejszym stopniu wnętrza japońskiego zamku. W roku 2006 zamek otrzymał 53 lokatę wśród „100 Najwspanialszych Zamków Japońskich”. W roku 2007 w księgach wieczystych jako właściciela zamku zapisano miasto Osaka, a właścicielem gruntu jest rząd Japonii.